# 대구급 호위함
대구급 호위함은 대한민국 해군이 운용하는 호위함으로, FFX 사업의 일환으로 건조되었다.

## 개발
2010년 3월 26일, 천안함 격침 사건으로 유명한 배수량 1,200톤급 포항급 초계함 천안함의 후속 버전인 배수량 2,800톤급 호위함 사업으로서, 쉽게 말하면 차기 천안함 사업이다.
2016년 6월 2일 대구급 호위함 1번함인 대구함이 진수식을 가졌다. 대구급 호위함은 FFX Batch-I 사업으로 전력화 된 인천급 호위함(FFG-I)에 비해 길이는 8m, 배수량은 600톤이 늘어났고, 16개의 발사관으로 구성된 한국형수직발사체계(KVLS)를 탑재하는 등 인천급 호위함에서 지적된 각종 문제점들을 개선했다.
또한 한국 해군 전투함 최초로 추진전동기(전기모터)와 가스터빈 엔진을 결합한 하이브리드 추진체계를 적용해 수중소음을 많이 줄이게 됐다. 2,800톤 대구급이 배치되면서 천안함의 1,200톤급 초계함들이 모두 퇴역할 것이다.

## 특징
충무공이순신급 구축함부터 이어져온 스텔스 설계를 채용하였으며 현대적인 대공능력과 대잠능력이 사실상 전무한채로 일선에서 임무를 수행하던 울산급 호위함, 포항급 초계함에 비해 방공능력과 대잠능력에서 획기적인 발전을 이룬것이 특징이다.
방공능력과 대잠능력을 염두하여 건조되었다.

### KVLS
인천급 호위함 batch-1은 예산, 일정상의 문제로 KVLS를 탑재하지 못해, 방공능력에 제한을 받았다. 이에 비해 batch-2와 batch-3는 KVLS 16문을 장착한다. 8문에는 해궁 미사일 32발을 장착하고, 8문에는 홍상어 대잠로켓이 장착된다.
또한 장차 KVLS를 통해 발사 가능한 단거리 전술함대지유도탄이 현재 개발 중에 있으며 사거리는 최대 200km에 이른다. 현재 해당유도탄은 대함미사일 발사관을 통해 발사하는 경사형과 KVLS를 통해 발사하는 수직형 양쪽 모두가 개발되고 있으며, 경사형은 개발이 완료되어 2016년에 배치되었다.

## 함명 목록
| 함명         | 진수             | 취역             | 제작사       |
| ------------ | ---------------- | ---------------- | ------------ |
| FFG-818 대구 | 2016년 6월 2일   | 2018년 3월 6일   | 대우조선해양 |
| FFG-819 경남 | 2019년 6월 21일  | 2021년 1월 4일   | 대우조선해양 |
| FFG-821 서울 | 2019년 11월 11일 | 2021년 7월       | 현대중공업   |
| FFG-822 동해 | 2020년 4월 29일  | 2021년 11월 10일 | 현대중공업   |
| FFG-823 대전 | 2021년 5월 3일   | 2023년 2월 27일  | 대우조선해양 |
| FFG-825 포항 | 2021년 9월 8일   | 2023년 3월 6일   | 대우조선해양 |
| FFG-826 천안 | 2021년 11월 9일  | 2023년 5월 19일  | 현대중공업   |
| FFG-827 춘천 | 2022년 3월 22일  | 2023년 10월 26일 | 현대중공업   |

## 인천급 호위함의 SPS-550K 레이다
인천급 호위함은 LIG 넥스원이 개발한 SPS-550K 레이다를 탑재하고 있다. SPS-550K란 윤영하급의 레이다를 기반으로 개발된 AESA레이다이며, 종전에는 프랑스에서 3D 레이다인 SMART-S Mk2을 수입하여, LIG넥스원에서 국산화했다라고 질못 알려져 있었으나 사실은 미국제 GaN 소자를 수입하여 개발한 것으로 SMART-S MK2 하고는 내부 송신모듈 자체도 전혀 다르다. 기본 성능도 SPS-550K 가 좀더 우수하다.

### SPS-550K 레이다의 성능
- 최대 탐지거리(Max): 250km
- 폭격기 크기의 목표물: 200km
- 전투기 크기의 목표물: 150km
- 미사일 크기의 목표물: 60km (여기서 말하는 미사일은 RCS 0.1m2 크기의 대함 미사일을 얘기한다.)
- 동시추적 개수(해상 + 공중 목표물): 500개
- 동시교전 능력: 3 ~ 4개(추정, 일루미네이터 성능에 영향을 받아서 더 늘어날 수도 있다.)

## 같이 보기
- K-SAAM
- FFG-818 대구
- FFG-819 경남
- FFG-821 서울
- FFG-822 동해
- 스카버러 암초